# František Záruba
František Záruba (* 12. července 1977 Praha) je český historik umění a kastelolog.

## Životopis
Vystudoval dějiny umění na Filozofické fakultě Univerzity Karlovy v Praze (2001–2008), kde v roce 2013 získal také doktorát s disertační prací Hradní kaple v Čechách.
Odborně se zaměřuje na středověké umění, zejména na hradní architekturu. V letech 2010–2015 externě vyučoval na Ústavu dějin křesťanského umění Katolické teologické fakulty UK, od roku 2021 je odborným asistentem na Historickém ústavu Filozofické fakulty Univerzity Hradec Králové. Je také vědeckým pracovníkem Historického ústavu AV ČR. Mezi jeho významná díla patří zejména třídílný cyklus o hradních kaplích od doby přemyslovské po jagellonskou.
Kromě historie se věnuje též krajinomalbě.

## Výběrová bibliografie
- Hrady Václava IV. Praha 2014, Opera Facultatis theologiae catholicae Universitatis Carolinae Pragensis. Historia et historia atrium XVII, ISBN 978-80-7422-299-3
- Hradní kaple I‒III. Praha 2014, 2015, 2016; Opera Facultatis theologiae catholicae Universitatis Carolinae Pragensis. Historia et historia artium XIX, XXI, XXIV, ISBN 978-80-7422-335-8; ISBN 978-80-7422-414-0; ISBN 978-80-7422-517-8
- Capella regia‒kaple Všech svatých na Pražském hradě. In: Castellologica Bohemica XII, 2010, 99‒135
- Příspěvek ke vztahu kaple Všech svatých na Pražském hradě a Saintes Chapelles ve Francii. In: Castellologica bohemica XIV, Plzeň 2014, 85‒108
- Příspěvek k malířské výzdobě hradů v Čechách v době předhusitské. In: Obrazy uctívané, obdivované a interpretované. Miroslav Šmied / František Záruba (ed.). Praha 2015, 146‒163
- Příspěvek k malířské výzdobě hradů v Čechách v době pohusitské. In: Ecclesia docta. Společenství ducha a umění. Magdaléna Nespěšná Hamsíková (ed.). Praha 2016, 380‒407
- Příspěvek k otázce královských hradů v dolním Posázaví. In: Castellologica bohemica XVI, 2016, 97–121
- Aula Magna – velký sál královských hradů v předhusitských Čechách. In: Mediaevalia Historica Bohemica XIX/2, 2016, 75‒114
- Kaple a její úloha v rámci hradního areálu na příkladech z Čech a Moravy. In: Stredoveké hrady. Život, kultúra, spoločnosť, Daniela Dvořáková. Bratislava 2017, 101‒116
- Saský dům na Malé Straně v Praze (č. p. 55/III), příspěvek ke genezi jeho architektury a k otázce stavebníka. In: Mediaevalia Historica Bohemica, 2018/2, 29‒58
- Prag und die Residenzen der böhmischen Herrscher zur Zeit der Luxemburger. In: Mitteilungen der Residenzen-Kommission der Akademie der Wissenschaften zu Göttingen. Neue Folge: Stadt und Hof VIII, 2019, 31‒53
- Hrady doby přemyslovské. Díl I. Královské hrady, biskupská sídla, Chebsko. Praha: NLN a Historický ústav AV ČR, 2023. 589 s. ISBN 978-80-7422-678-6, ISBN 978-80-7286-418-8.